# Templeux-le-Guérard
Pour les articles homonymes, voir Guérard.
Templeux-le-Guérard est une commune française située dans le département de la Somme, en région Hauts-de-France.

## Géographie

### Localisation

#### Communes limitrophes
|                | Le Ronssoy          |                    |
| Villers-Faucon | Templeux-le-Guérard | Hargicourt (Aisne) |
| Roisel         | Hesbécourt          |                    |

Templeux-le-Guérard est un village rural picard du Santerre situé à  une vingtaine de kilomètres à l'est de Péronne, 16 km au nord-ouest de Saint-Quentin et à 23 km au sud de Cambrai accessible par la route départementale 6 (RD 6).
La commune située dans le département de la Somme est limitrophe de celui de l'Aisne.
En 2019, la localité est desservie par la ligne d'autocars no 48 (Épehy - Villers-Faucon - Péronne) du réseau interurbain Trans'80 Hauts-de-France.

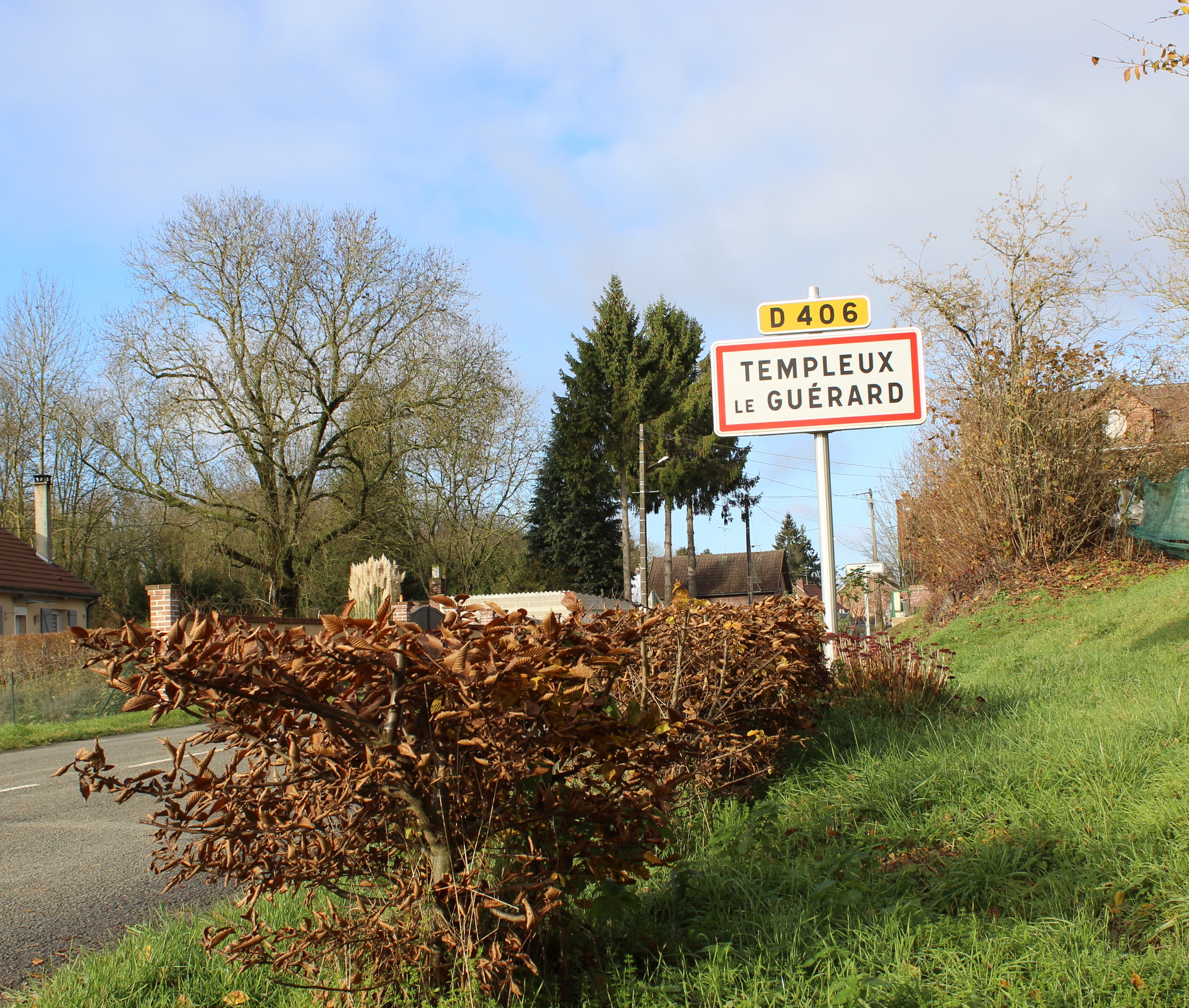
Entrée du village.
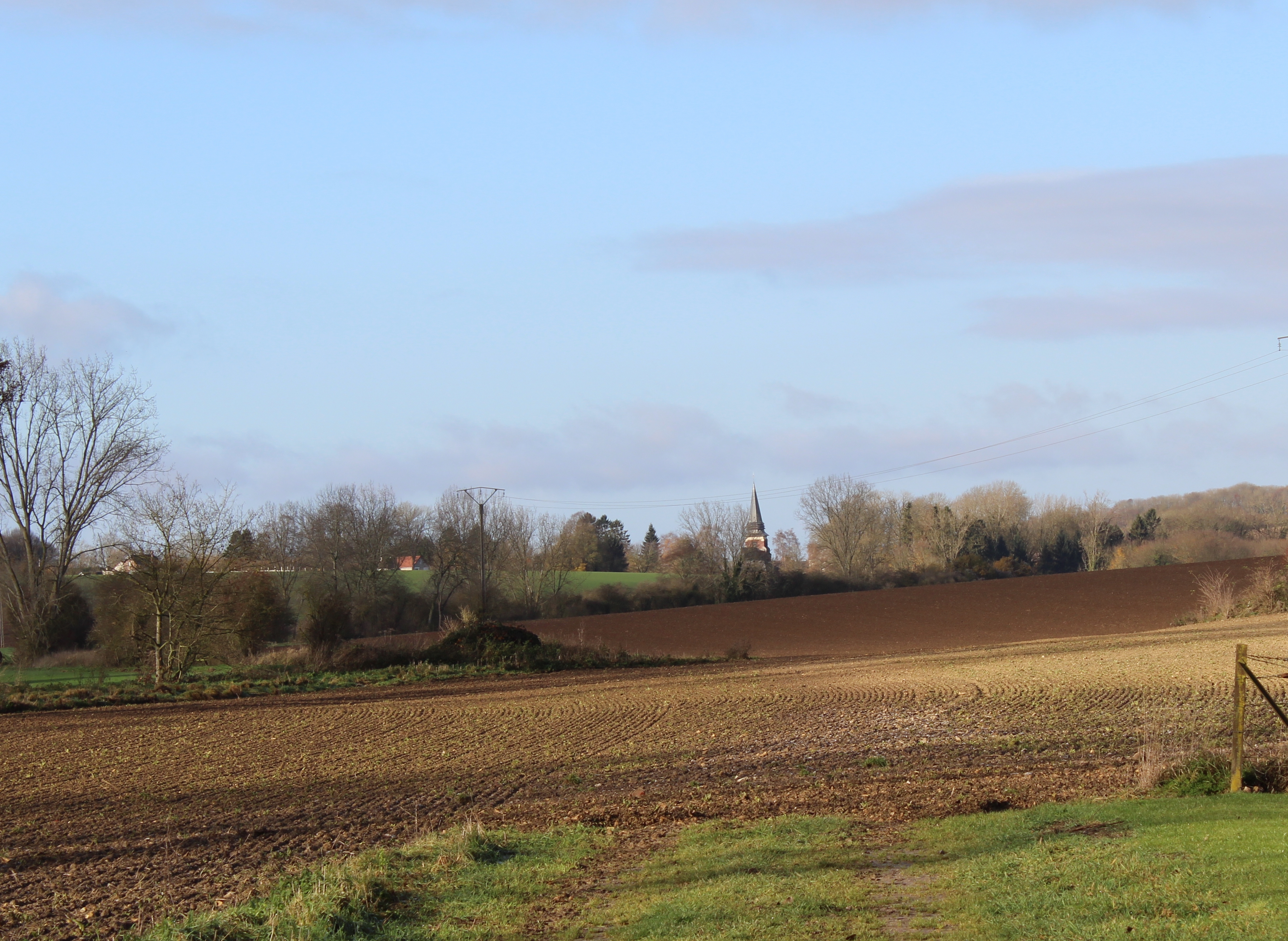
Vue depuis Hargicourt.
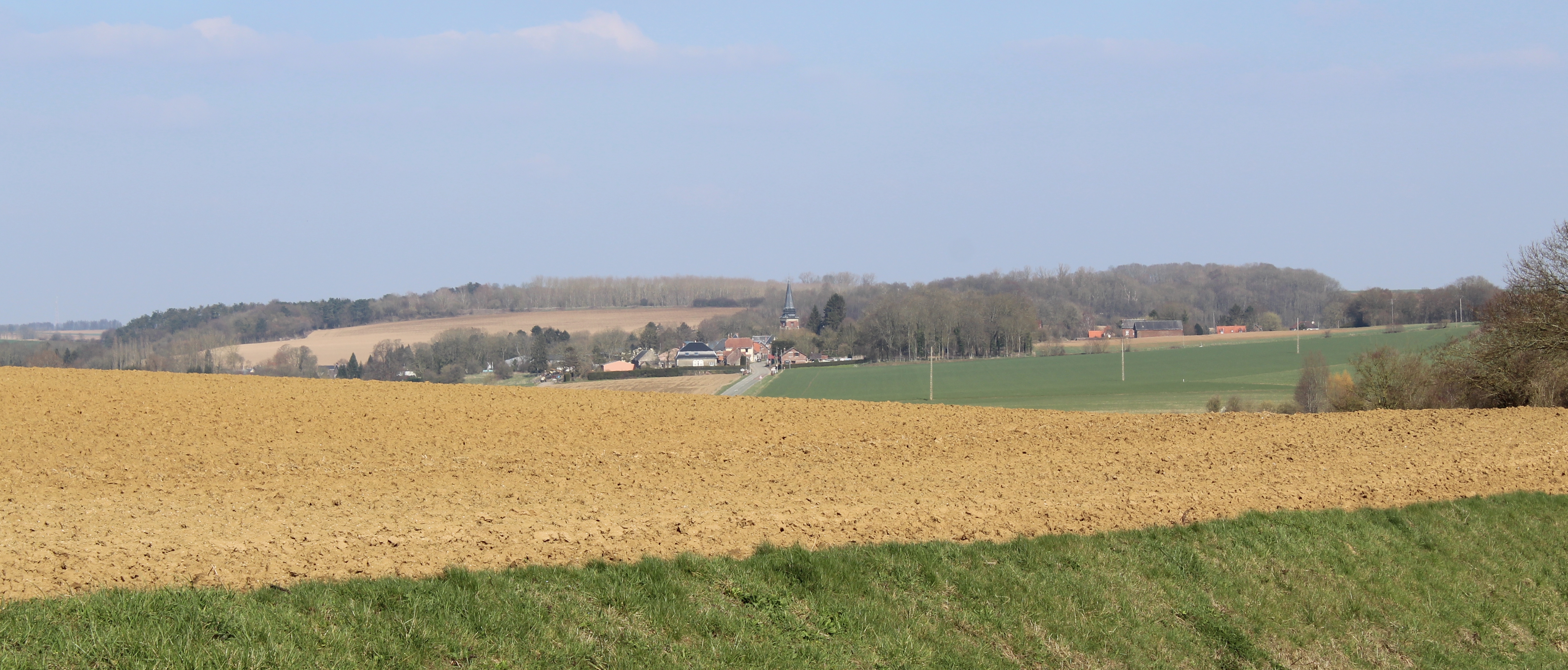
Vue générale depuis la route de Roisel.

### Hydrographie

#### Réseau hydrographique
La commune est située dans le bassin Artois-Picardie. Elle est drainée par la Cologne.
La Cologne, d'une longueur de 23 km, prend sa source dans la commune de Hargicourt et se jette  dans la Somme dans la commune de Doingt, face à Péronne.

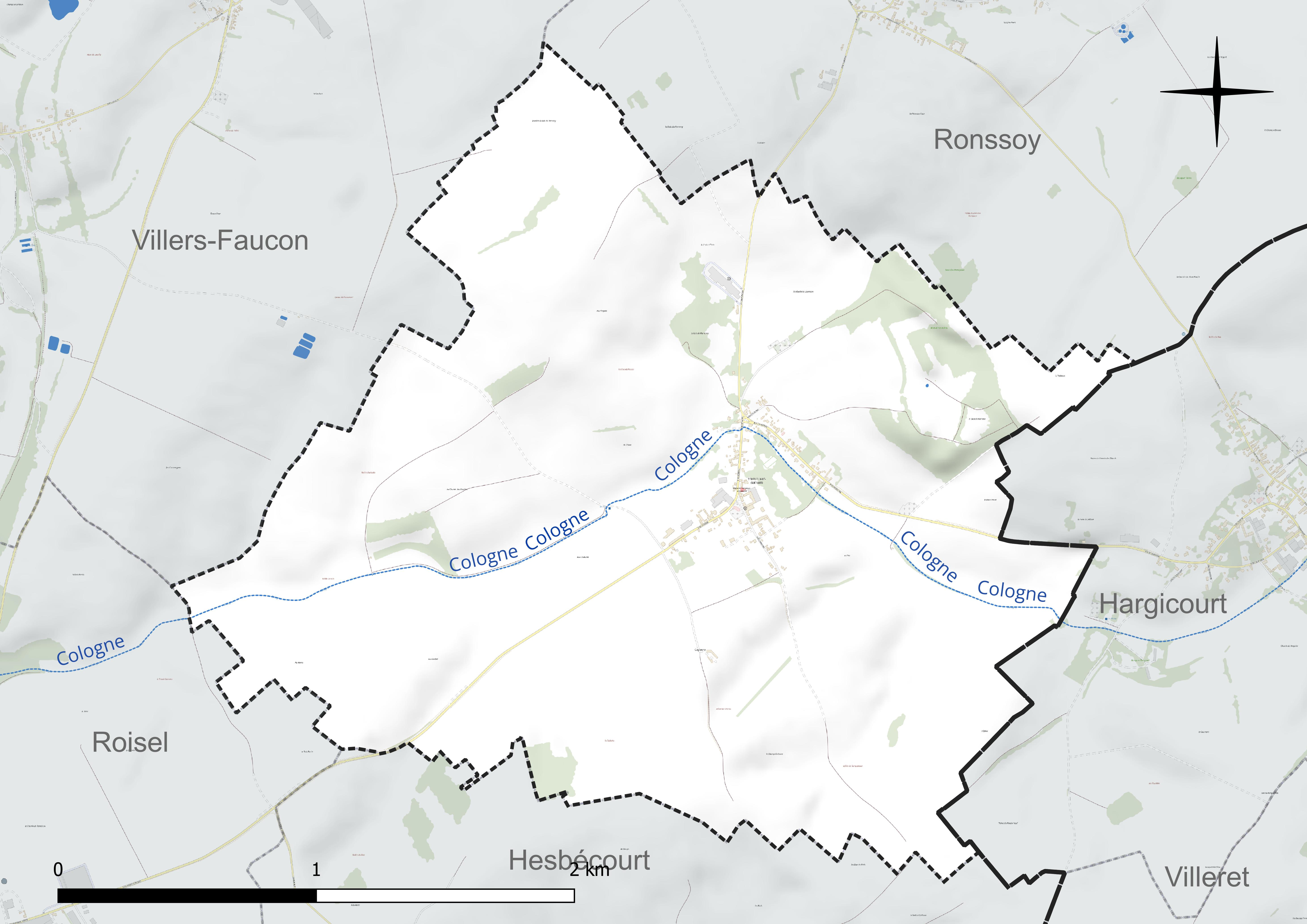
Réseau hydrographique de Templeux-le-Guérard.

#### Gestion et qualité des eaux
Le territoire communal est couvert par le schéma d'aménagement et de gestion des eaux (SAGE) « Haute Somme ». Ce document de planification concerne un territoire de 1 798 km2 de superficie, délimité par le bassin versant de la Haute Somme est constitué d'un réseau hydrographique complexe de cours d'eau, de marais, d'étangs et de canaux. Le périmètre a été arrêté le 21 avril 2006 et le SAGE proprement dit a été approuvé le 15 juin 2017. La structure porteuse de l'élaboration et de la mise en œuvre est le syndicat mixte d'aménagement hydraulique du bassin versant de la Somme (AMEVA).
La qualité des cours d'eau peut être consultée sur un site dédié géré par les agences de l'eau et l'Agence française pour la biodiversité.

### Climat
Pour des articles plus généraux, voir Climat des Hauts-de-France et Climat de la Somme.
En 2010, le climat de la commune est de type climat océanique dégradé des plaines du Centre et du Nord, selon une étude du CNRS s'appuyant sur une série de données couvrant la période 1971-2000. En 2020, Météo-France publie une typologie des climats de la France métropolitaine dans laquelle la commune est exposée à un climat océanique et est dans la région climatique Nord-est du bassin Parisien, caractérisée par un ensoleillement médiocre, une pluviométrie moyenne régulièrement répartie au cours de l'année et un hiver froid (3 °C).
Pour la période 1971-2000, la température annuelle moyenne est de 10,1 °C, avec une amplitude thermique annuelle de 14,8 °C. Le cumul annuel moyen de précipitations est de 738 mm, avec 12,2 jours de précipitations en janvier et 9,4 jours en juillet. Pour la période 1991-2020, la température moyenne annuelle observée sur la station météorologique la plus proche, située sur la commune d'Épehy à 5 km à vol d'oiseau, est de 10,6 °C et le cumul annuel moyen de précipitations est de 752,8 mm,. Pour l'avenir, les paramètres climatiques de la commune estimés pour 2050 selon différents scénarios d'émission de gaz à effet de serre sont consultables sur un site dédié publié par Météo-France en novembre 2022.
| Mois                                  | jan.             | fév.             | mars           | avril         | mai           | juin          | jui.          | août          | sep.          | oct.            | nov.            | déc.           | année      |
| ------------------------------------- | ---------------- | ---------------- | -------------- | ------------- | ------------- | ------------- | ------------- | ------------- | ------------- | --------------- | --------------- | -------------- | ---------- |
| Température minimale moyenne (°C)     | 1,1              | 1,3              | 3,1            | 4,8           | 8,2           | 10,9          | 12,8          | 12,8          | 10,3          | 7,7             | 4,3             | 1,8            | 6,6        |
| Température moyenne (°C)              | 3,4              | 4                | 6,9            | 9,8           | 13,2          | 16,1          | 18,3          | 18,3          | 15,2          | 11,3            | 6,9             | 4              | 10,6       |
| Température maximale moyenne (°C)     | 5,7              | 6,8              | 10,7           | 14,7          | 18,2          | 21,2          | 23,7          | 23,9          | 20            | 14,9            | 9,5             | 6,2            | 14,6       |
| Record de froid (°C) date du record   | −13,9 01.01.1997 | −13,4 07.02.1991 | −12,4 13.03.13 | −4,6 08.04.03 | −2 03.05.21   | 1,6 05.06.12  | 4,5 03.07.11  | 4,8 20.08.14  | 0,6 30.09.18  | −4,4 29.10.1997 | −8,8 23.11.1998 | −14,4 18.12.10 | −14,4 2010 |
| Record de chaleur (°C) date du record | 14,3 09.01.15    | 18,1 26.02.19    | 24,1 31.03.21  | 26,6 20.04.18 | 31,2 27.05.05 | 34,5 18.06.22 | 41,1 25.07.19 | 37,4 12.08.03 | 34,4 15.09.20 | 28,3 01.10.11   | 18,8 02.11.20   | 15,8 07.12.00  | 41,1 2019  |
| Précipitations (mm)                   | 63,5             | 57,5             | 55,1           | 44,8          | 62,7          | 62,6          | 60,5          | 68,6          | 55,2          | 69,8            | 70,1            | 82,4           | 752,8      |

## Urbanisme

### Typologie
Au 1er janvier 2024, Templeux-le-Guérard est catégorisée commune rurale à habitat dispersé, selon la nouvelle grille communale de densité à sept niveaux définie par l'Insee en 2022.
Elle est située hors unité urbaine et hors attraction des villes,.

### Occupation des sols
L'occupation des sols de la commune, telle qu'elle ressort de la base de données européenne d'occupation biophysique des sols Corine Land Cover (CLC), est marquée par l'importance des territoires agricoles (89,7 % en 2018), en augmentation par rapport à 1990 (88,3 %). La répartition détaillée en 2018 est la suivante : 
terres arables (88,8 %), zones urbanisées (6,7 %), forêts (3,6 %), prairies (0,8 %). L'évolution de l'occupation des sols de la commune et de ses infrastructures peut être observée sur les différentes représentations cartographiques du territoire : la carte de Cassini (XVIIIe siècle), la carte d'état-major (1820-1866) et les cartes ou photos aériennes de l'IGN pour la période actuelle (1950 à aujourd'hui).

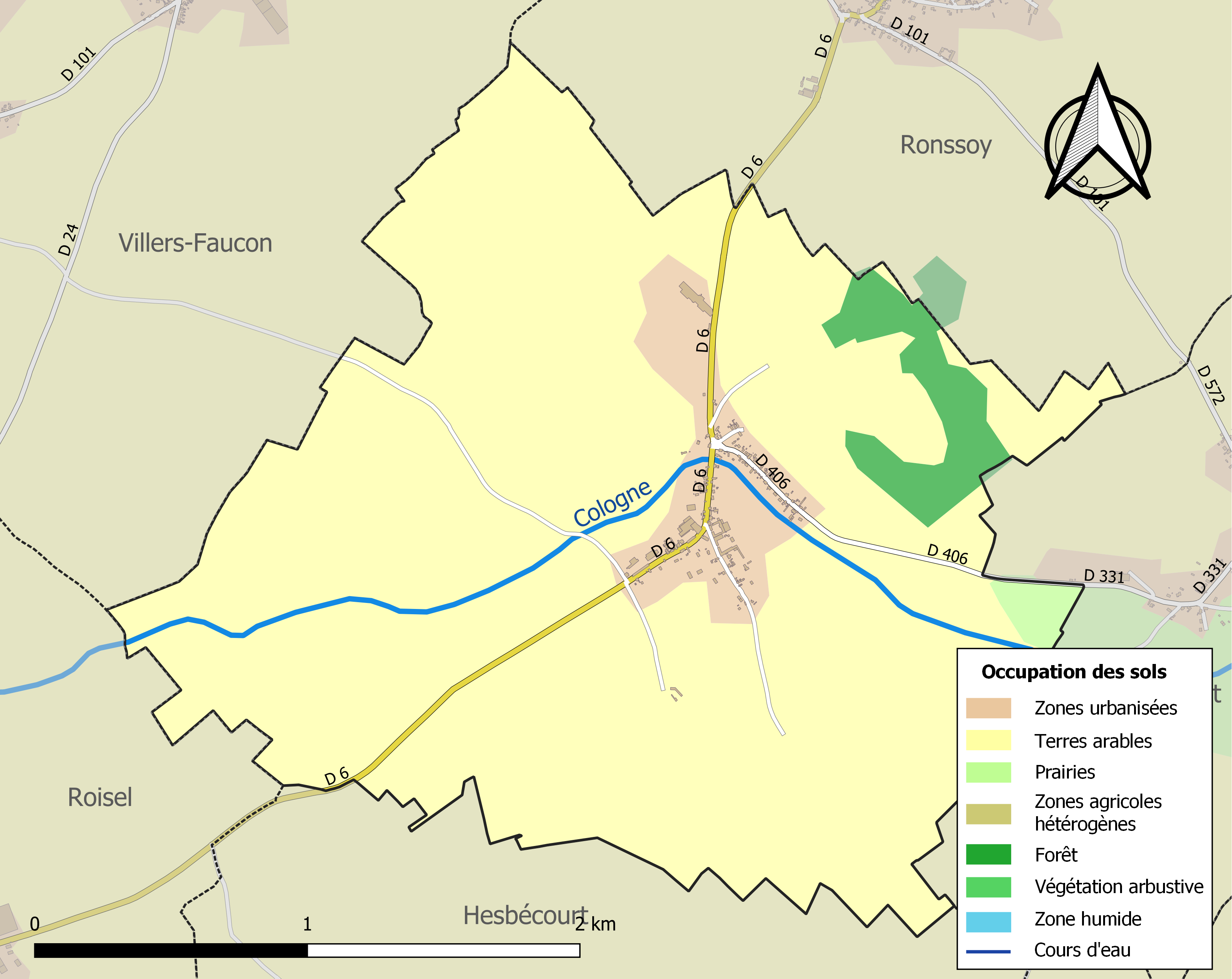
Carte des infrastructures et de l'occupation des sols de la commune en 2018 (CLC).

### Habitat et logement
En 2018, le nombre total de logements dans la commune était de 88, alors qu'il était de 95 en 2013 et de 89 en 2008.
Parmi ces logements, 80,2 % étaient des résidences principales, 3,7 % des résidences secondaires et 16,1 % des logements vacants. Ces logements étaient pour 97,7 % d'entre eux des maisons individuelles et pour 2,3 % des appartements.
Le tableau ci-dessous présente la typologie des logements à Templeux-le-Guérard en 2018 en comparaison avec celle de la Somme et de la France entière. Une caractéristique marquante du parc de logements est ainsi une proportion de résidences secondaires et logements occasionnels (3,7 %) inférieure à celle du département (8,3 %) mais supérieure à celle de la France entière (9,7 %). Concernant le statut d'occupation de ces logements, 78,9 % des habitants de la commune sont propriétaires de leur logement (86,3 % en 2013), contre 60,3 % pour la Somme et 57,5 pour la France entière.
| Typologie                                               | Templeux-le-Guérard | Somme | France entière |
| ------------------------------------------------------- | ------------------- | ----- | -------------- |
| Résidences principales (en %)                           | 80,2                | 83,3  | 82,1           |
| Résidences secondaires et logements occasionnels (en %) | 3,7                 | 8,3   | 9,7            |
| Logements vacants (en %)                                | 16,1                | 8,4   | 8,2            |

## Toponymie
Le nom de la localité est attesté sous les formes Templeuzium ; Templues (1276) ; Templeu le Guerard (1567) ; Templeux le Gueraud (1648) ; Templeux-le-Guerard (1633) ; Templeux le Guirard (1753).
Guérard est un patronyme issu d'un ancien prénom, variante normanno-picarde de Gérard.

## Histoire

### Religion: le protestantisme
En 1691, alors que la France connaît les rigueurs de la révocation de l'édit de Nantes (1685), le village, ainsi que six autres localités environnantes (Hargicourt, Jeancourt, Nauroy, Lempire, Vendelles et Montbrehain), voient une partie de leurs habitants se convertir au protestantisme à la suite des visites du prédicant itinérant Gardien Givry. Les prédications clandestines ont lieu au lieu-dit La Boîte à Cailloux, vallon isolé situé sur le terroir d'Hesbécourt. Une communauté protestante restera dès lors implantée dans le village. Le temple est aujourd'hui désaffecté.

Le Protestantisme à Templeux-le-Guérard
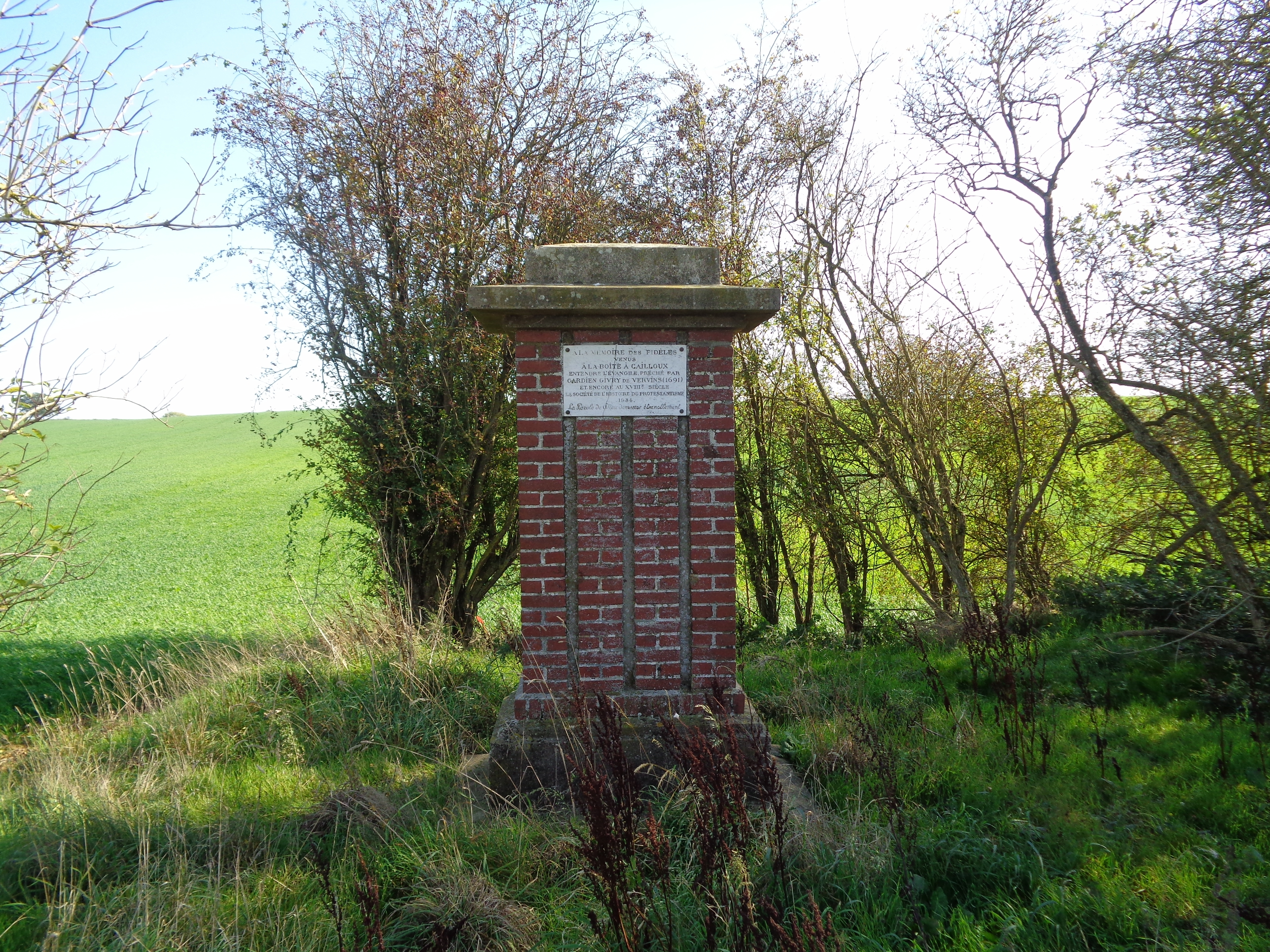
La stèle de la Boîte à Cailloux en 2017
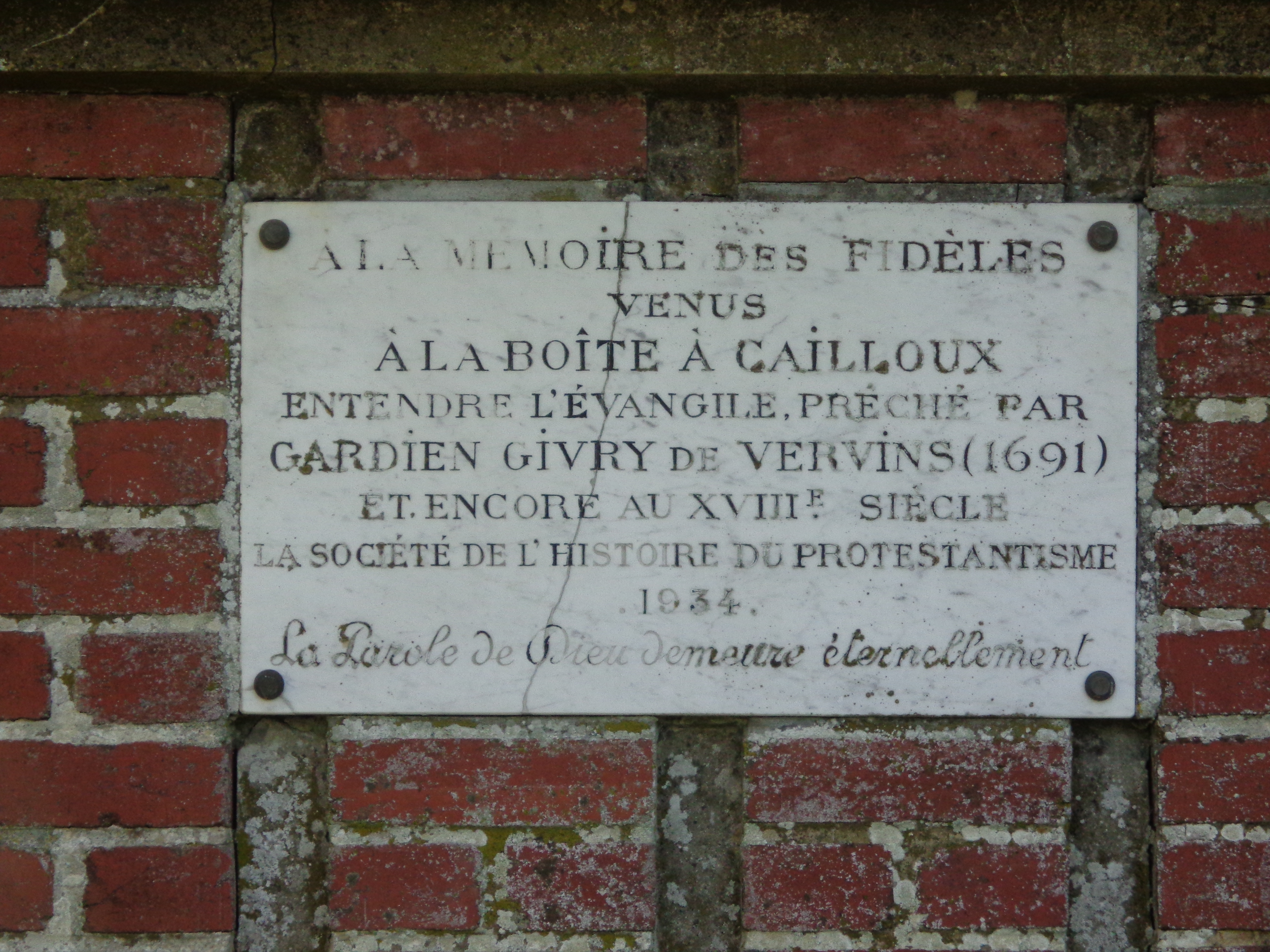
Plaque commémorative sur la stèle.
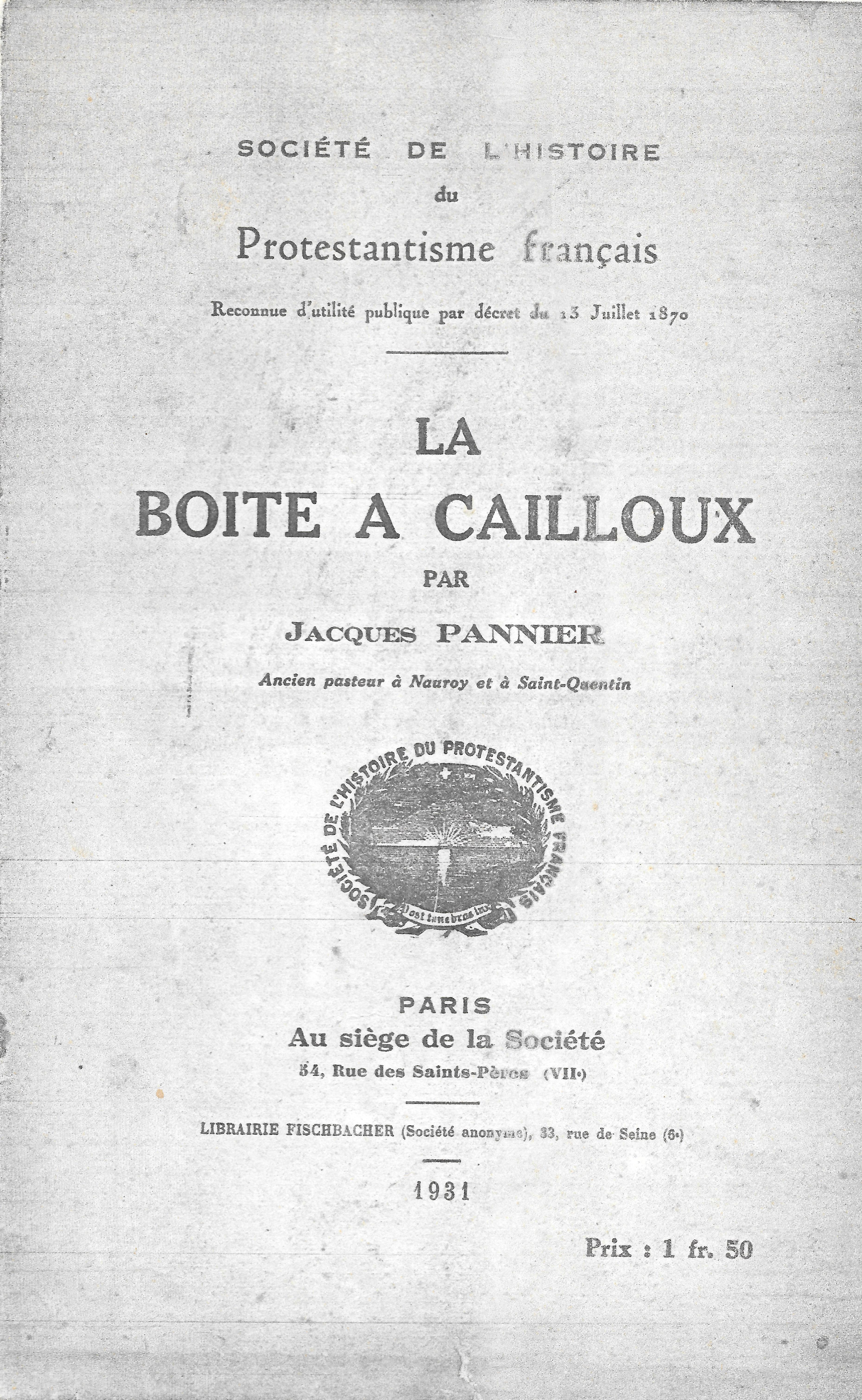
Plaquette éditée en 1931 lors de l'érection de la stèle.
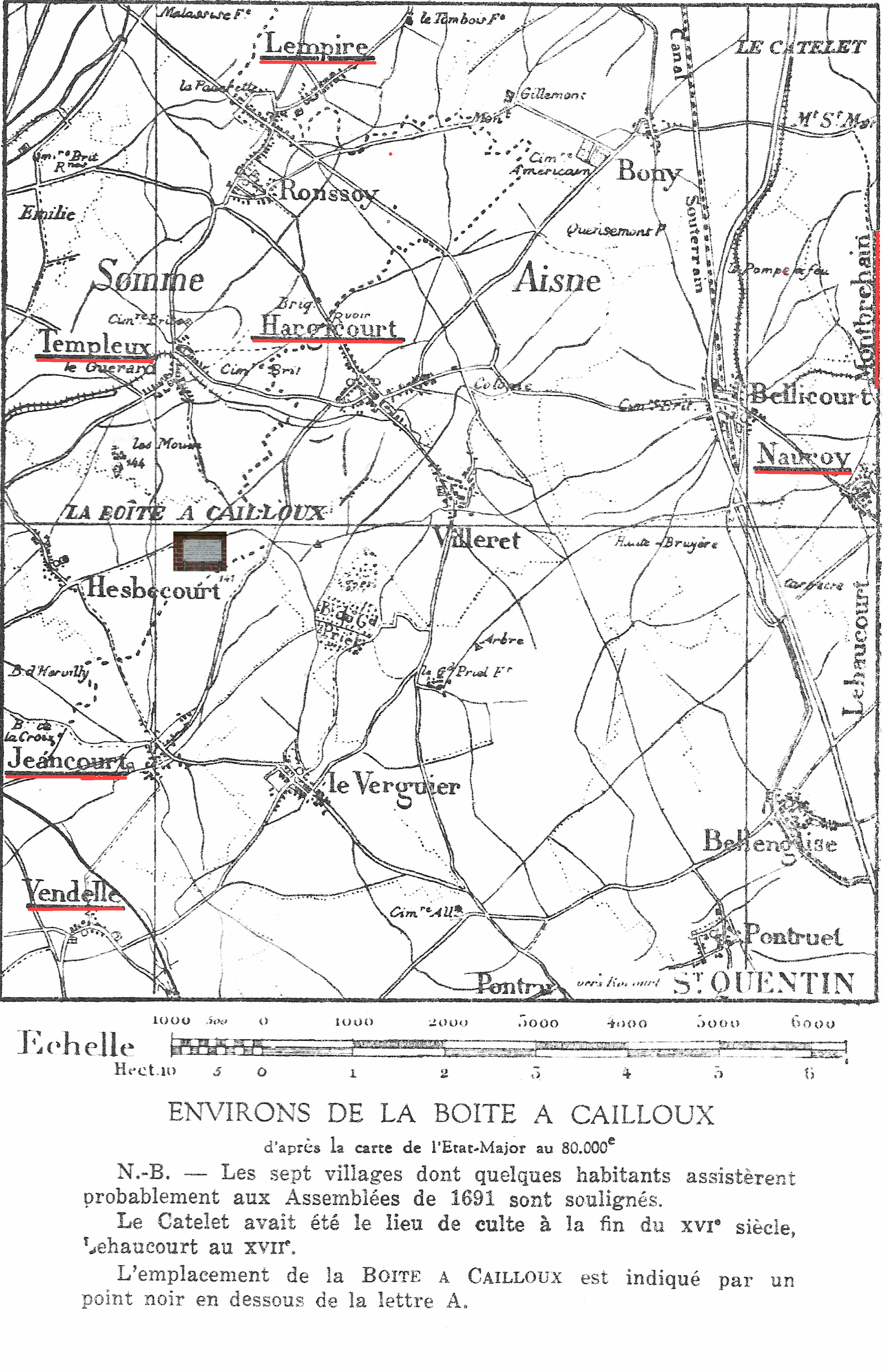
Plan des 7 villages.
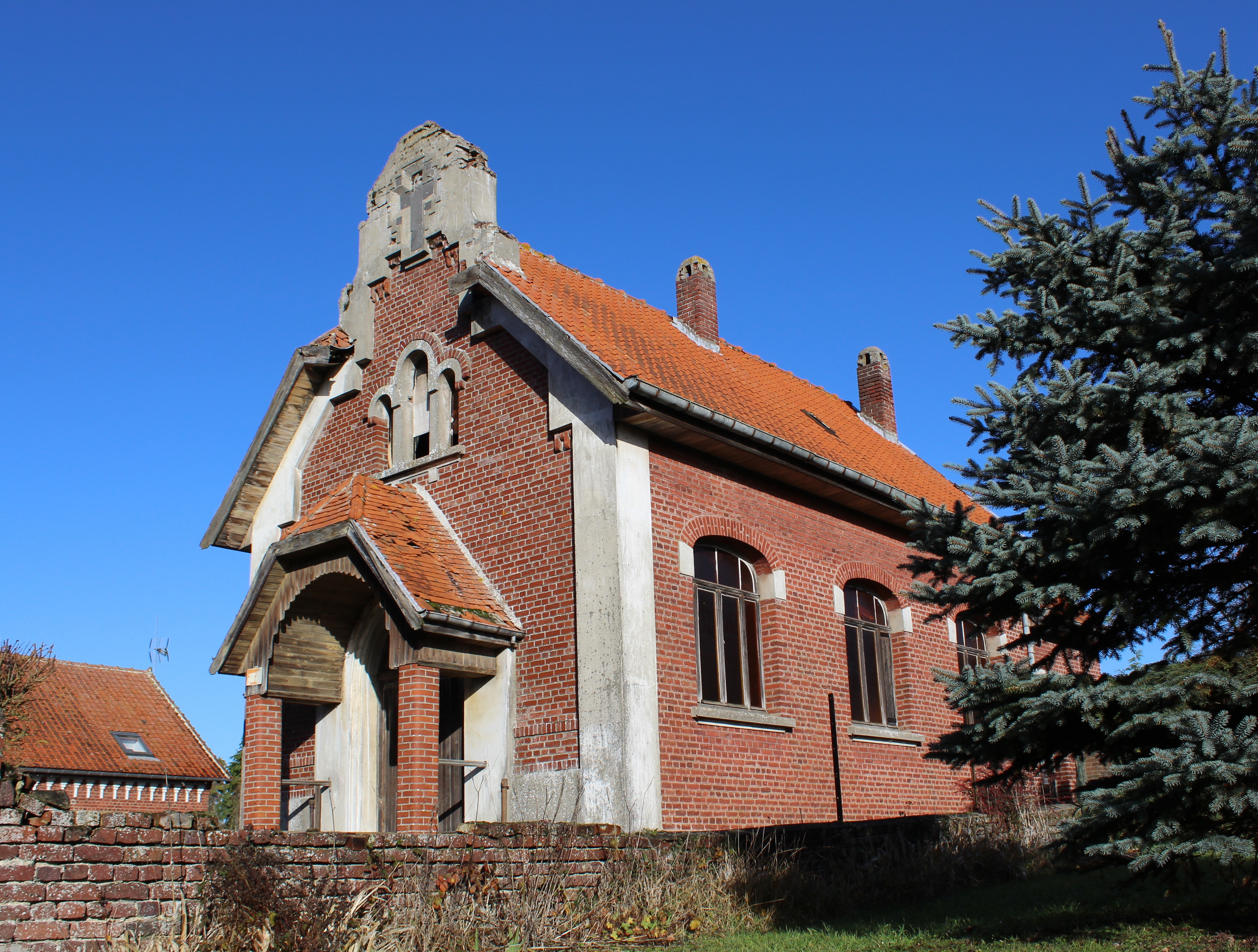
Le temple de nos jours.

### Première Guerre mondiale
Comme d'autres villages de la région, Templeux-le-Guérard est sorti meurtri de la Grande Guerre car le village a été entièrement rasé en 1917 par les Allemands.
Le 28 août 1914, soit moins d'un mois après la déclaration de guerre, l'armée française bat en retraite vers l'ouest et les Allemands arrivent à Templeux-le-Guérard. Dès lors commença l'occupation allemande qui dura jusqu'en mars 1917. Le front se situant à une vingtaine de kilomètres à l'ouest de Péronne, l'activité des occupants consistait principalement à assurer le logement des combattants et l'approvisionnement en nourriture. Des arrêtés de la kommandantur obligeaient, à date fixe, sous la responsabilité du maire et du conseil municipal, sous peine de sanctions, la population à fournir : blé, œufs, lait, viande, légumes, destinés à nourrir les soldats du front. Toutes les personnes valides devaient effectuer des travaux agricoles ou d'entretien.
Voici des extraits d'un arrêté de la kommandantur d'Holnon valable pour 25 communes de la région: " Holnon le 22 juillet 1915. Tous les ouvriers et les femmes et les enfants de 15 ans sont obligés de faire travaux des champs tous les jours aussi dimanche de quatre heure du matin jusque huit heure du soir... Après la récolte les fainéants seront emprisonnés 6 mois... Les femmes fainéantes seront exilées à Holnon pour travailler. Après la récolte, les femmes seront emprisonnées 6 mois... Les enfants fainéants seront punis de coups de bâton. De plus le commandant réserve de punir les ouvriers fainéants de 20 coups de bâton tous les jours...Les ouvriers de la commune Vendelles sont punis sévèrement".(voir le document entier sur Gallica en cliquant sur le lien ci-après).
En février 1917, le général Hindenburg décida de la création d'une ligne défense à l'arrière du front, s'étendant de Lens à Soissons; lors du retrait des troupes allemandes, tous les villages seraient détruits pour ne pas servir d'abri aux troupes franco-anglaises. Dès le 15 février les habitants furent évacués et dispersés dans des lieux occupés, jusqu'en Belgique. En mars 1917, l'armée allemande se replie sur la ligne Hindenburg. Templeux-le-Guérard fait partie des villes et villages évacués. Plus de 100 000 évacués français sont dénombrés en Belgique (Hainaut) en mai.
En mars 1917, avant le retrait des troupes allemandes sur la ligne Hindenburg, le long du canal de Saint-Quentin, les maisons sont pillées et incendiées, le village est systématiquement détruit. L'église, la mairie, l'école et toutes les maisons sont dynamitées et les arbres sciés à 1 m de hauteur. Le village, vidé de ses habitants, reste occupé par les Allemands ; il sera le théâtre de nombreux combats en avril 1917. Les ruines du village seront plusieurs fois reprises par chaque camp et ce n'est qu'en septembre 1918, lors de la bataille de la ligne Hindenburg que Templeux sera définitivement libéré par la 6e division britannique. Communiqué britannique du 20 septembre 1918 qui relate les combats de la veille:" Après une préparation d'artillerie et l'appui des tanks, en dépit d'une résistance désespérée et aussi une pluie torrentielle, des succès furent remportés partout et de nombreux villages fortifiés tombèrent entre les mains des Britanniques; on compte Pozières, Epehy, Ronssoy, Templeux-le-Guérard, Hargicourt, Villeret, Le Verguier, Pontru".
Les 884 soldats britanniques et les 65 soldats australiens morts lors des combats de Tempeux d'avril 1917 à octobre 1918 reposent dans les 2 cimetières militaires de la commune,.
Après l'Armistice, pour les habitants qui revinrent s'installer, commença une longue période de plus de dix ans de reconstruction des habitations (maisons provisoires), des fermes, des bâtiments publics, des routes. De 672 habitants avant la guerre en 1911, Templeux-le-Guérard n'en comptait plus que 221 en 1921, soit près des deux tiers en moins. Voici un extrait d'un article du Figaro du 29 janvier 1922 qui relate les difficultés de la commune à financer le monument aux Morts et lance un appel aux dons: " Il y a dans la Somme un petit village qui s'appelle Templeux-le-Guérard. Ce village, comme beaucoup d'autres dans la région hélas! n'est plus qu'un amas de ruines. Sur 650 habitants, 280 ont pu rentrer dans des abris combien précaires... (Lire la suite en cliquant sur le lien ci-après).
Vu les souffrances endurées par la population pendant les quatre années d'occupation et les dégâts aux constructions, la commune s'est vu décerner la Croix de guerre 1914-1918 (France) le 27 octobre 1920.
Sur le monument aux morts sont inscrits les noms des 21 soldats de Templeux morts pour la France.

La Première Guerre mondiale et la reconstruction
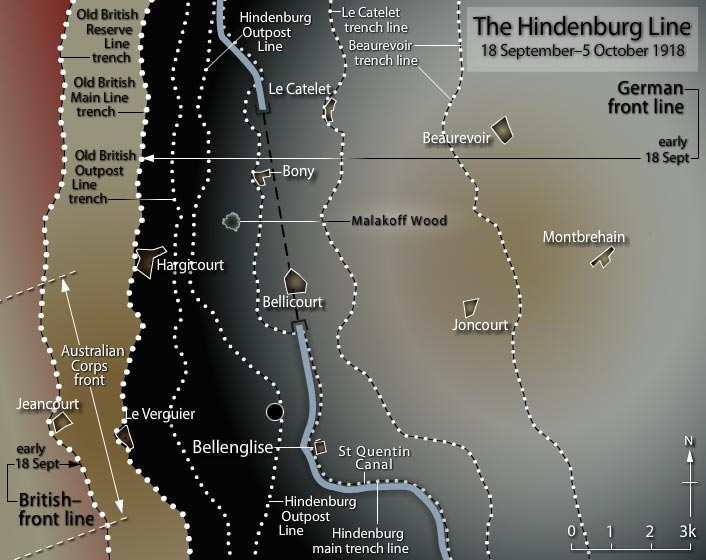
Carte de la bataille de la ligne Hindenburg en septembre-octobre 1918.
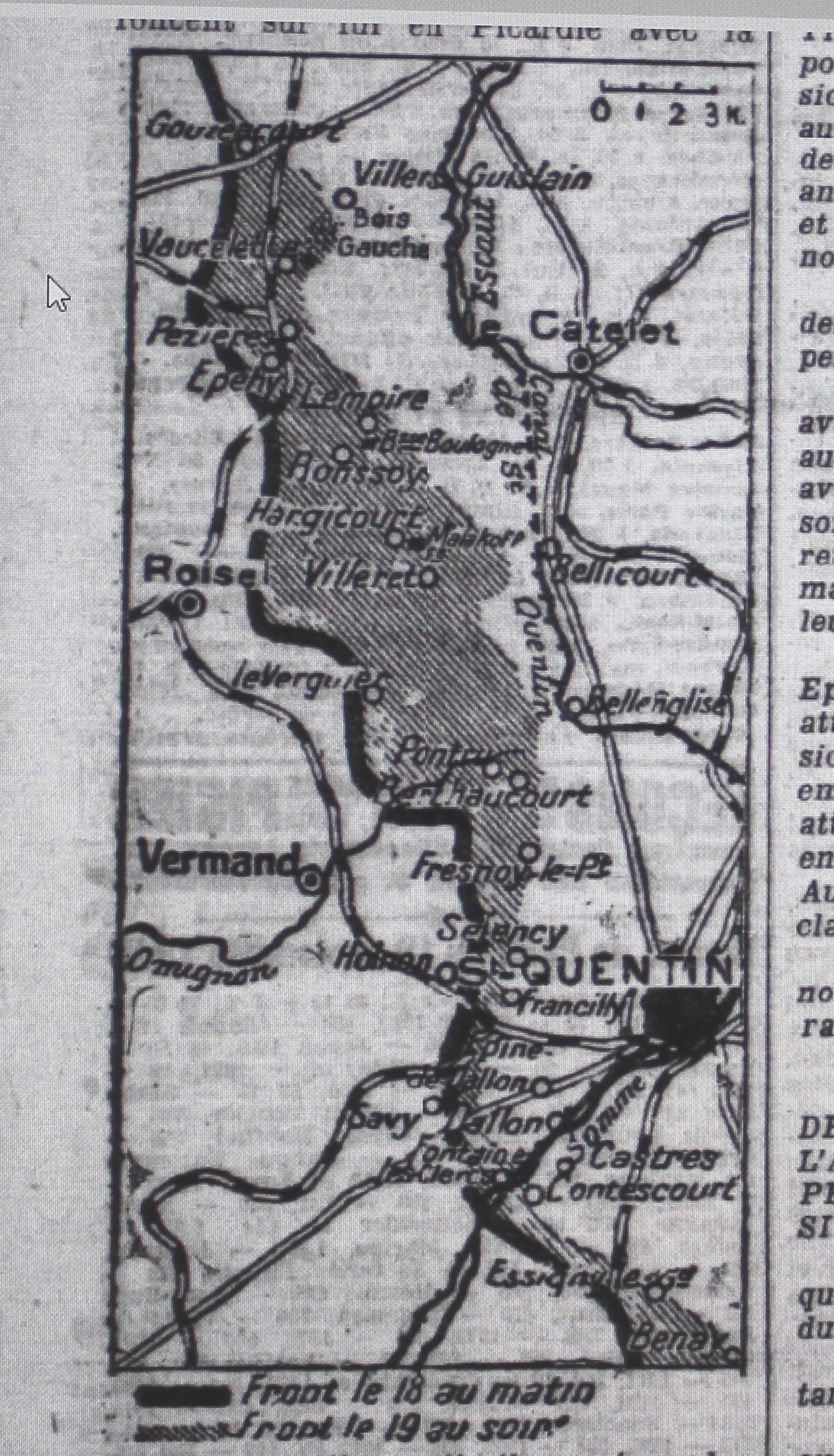
Carte montrant la prise définitive de Templeux en septembre 1918.
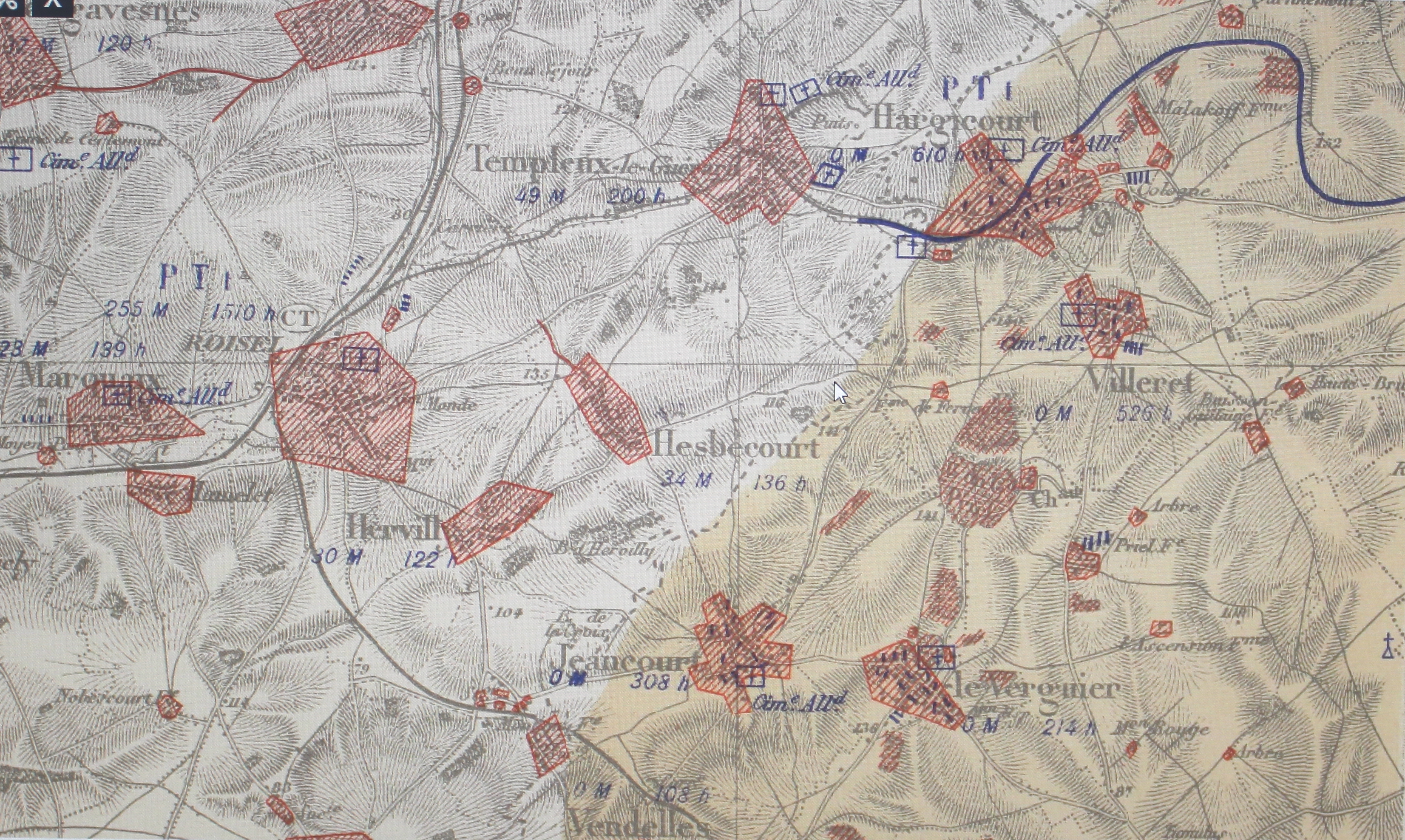
Carte montrant l'étendue des destructions de Templeux.
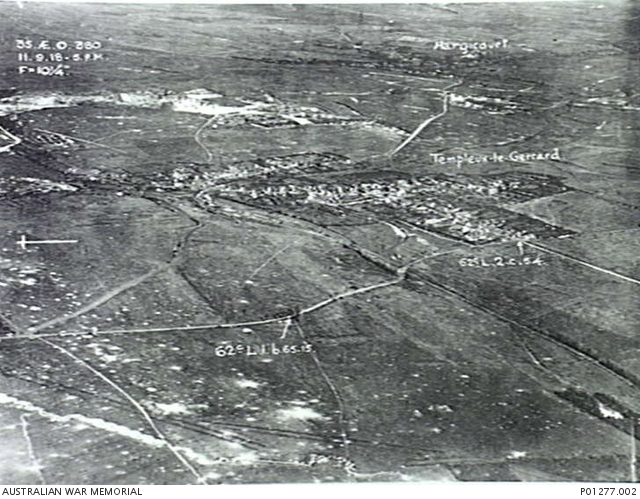
Vue aérienne des environs du village en octobre 1918.
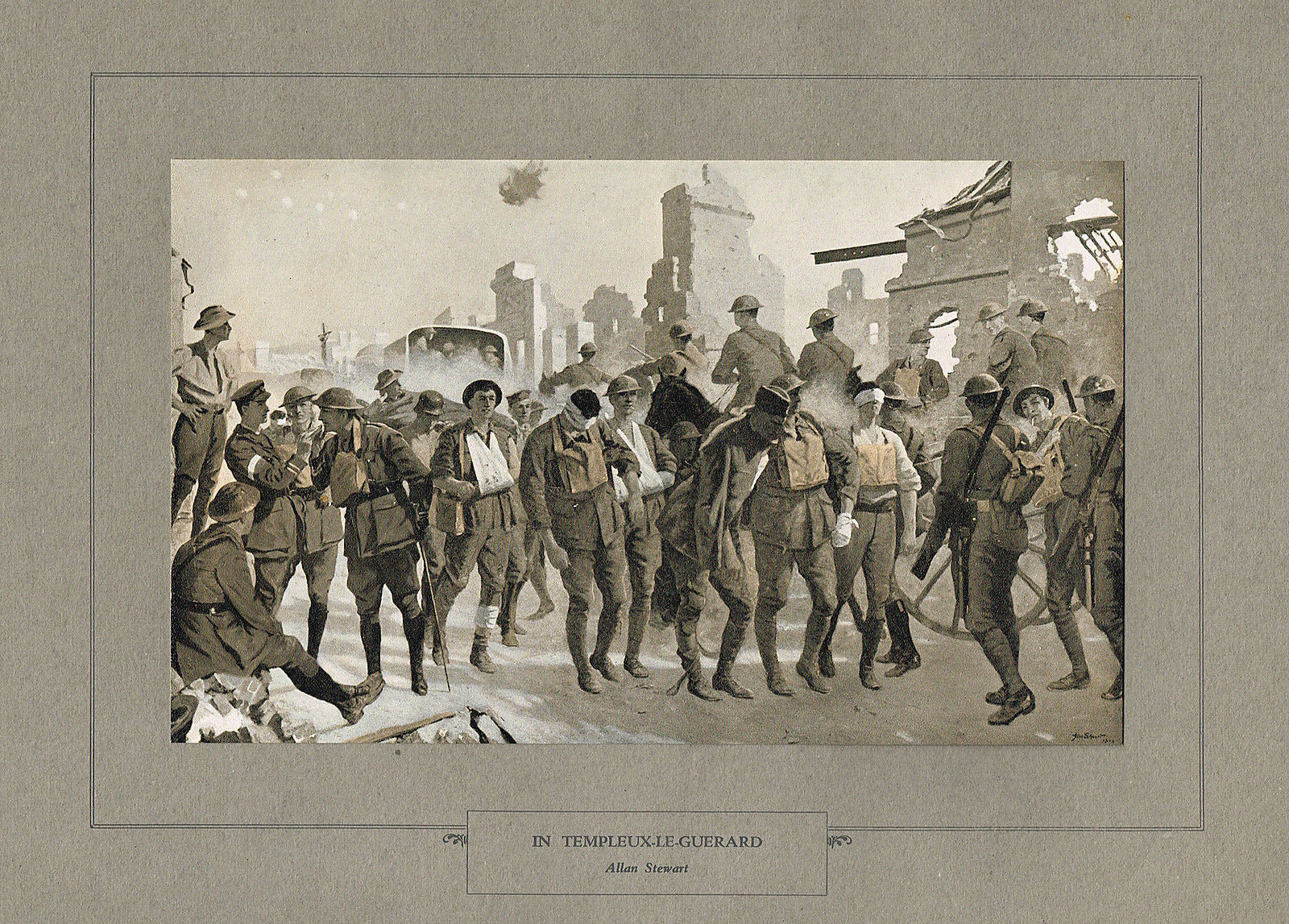
Dessin de soldats australiens par Allan Stewart.
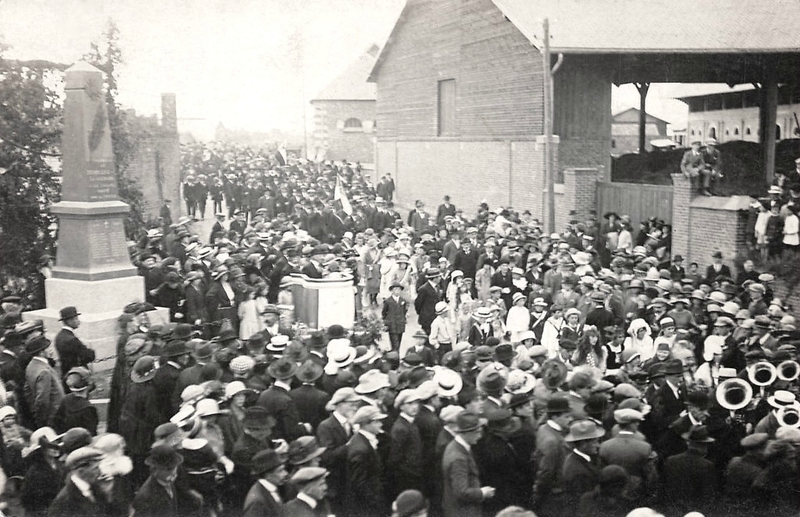
Inauguration du Monument aux morts.

### L'ancienne gare

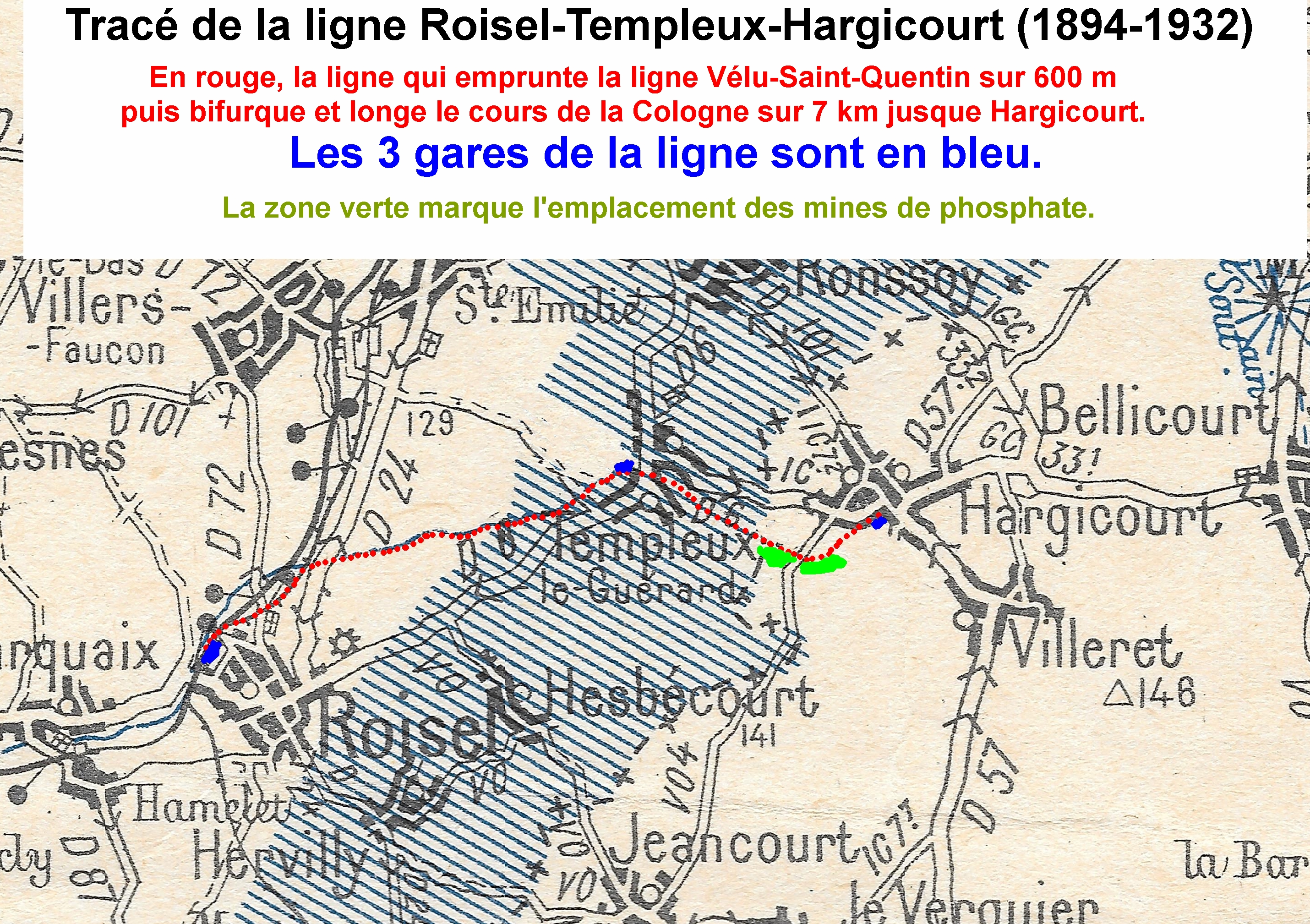
Carte de la ligne Roisel-Hargicourt.

De 1894 à 1932, Templeux-le-Guérard a possédé une gare, terminus de la ligne de chemin de fer de Roisel à Hargicourt.
Cette ligne a été ouverte en 1894 afin de permettre l'exploitation de mines de phosphates à Templeux-le-Guérard et Hargicourt.
À partir de 1920, la ligne est exploitée par le ministère des Régions libérées (MRL), puis de 1923 à 1927 par la Société générale des chemins de fer économiques (SE) et ensuite par la compagnie des chemins de fer d'intérêt local du Nord de la France (NF).
La ligne utilise l'écartement métrique, puis est reconstruite à voie normale durant la guerre de 14. Elle est ensuite rétablie à l'écartement métrique après 1920.
Elle débutait en gare de Roisel, se séparait de la ligne d'intérêt local de la  ligne d'intérêt local de Vélu-Bertincourt au PK 0,450, puis atteignait la gare de Templeux-le-Guérard au PK 4,275. La ligne se poursuivait jusqu'à la gare de Hargicourt (PK 6,850), jusqu'à son extrémité au PK 7,9.
Les mines de phosphate étant épuisées, l'exploitation de la ligne cesse en 1932. De nos jours, la gare est devenue une habitation.

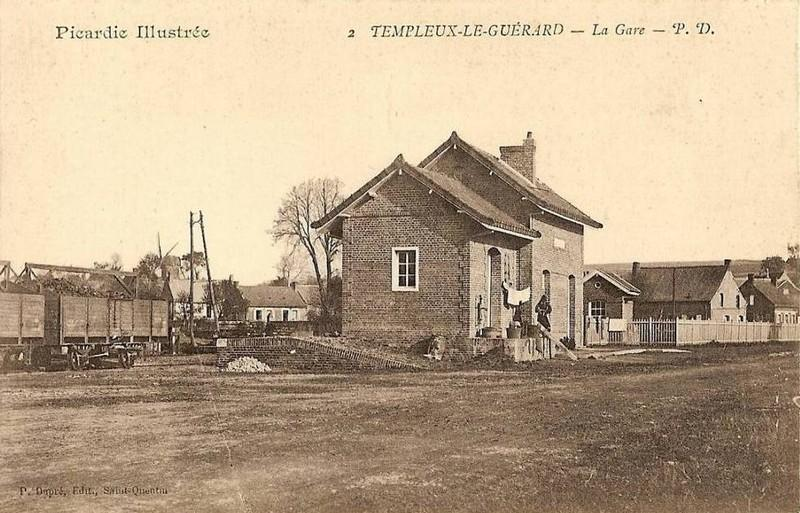
La gare de Templeux vers 1910.
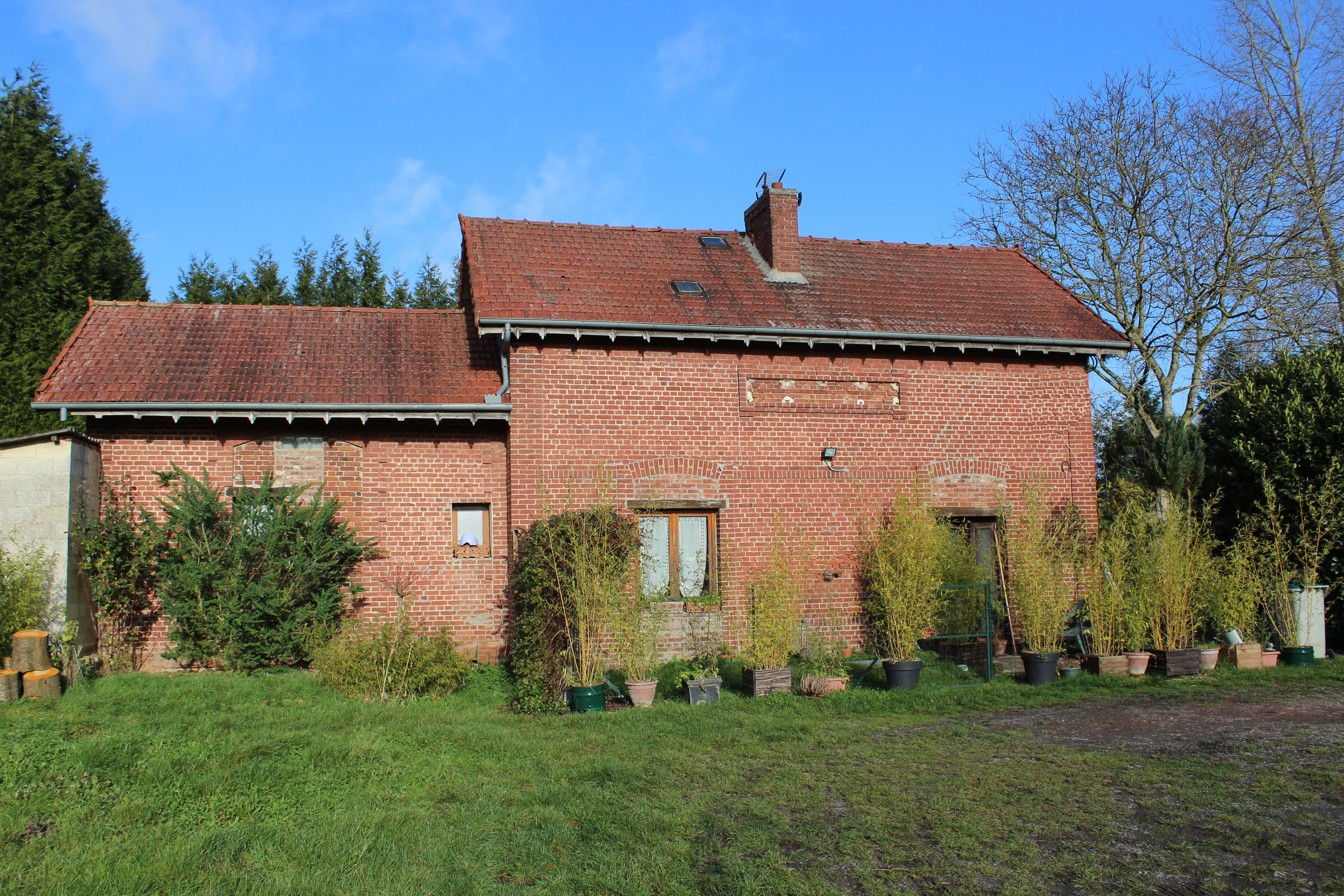
L'ancienne gare de Templeux-le-Guérard en 2017.
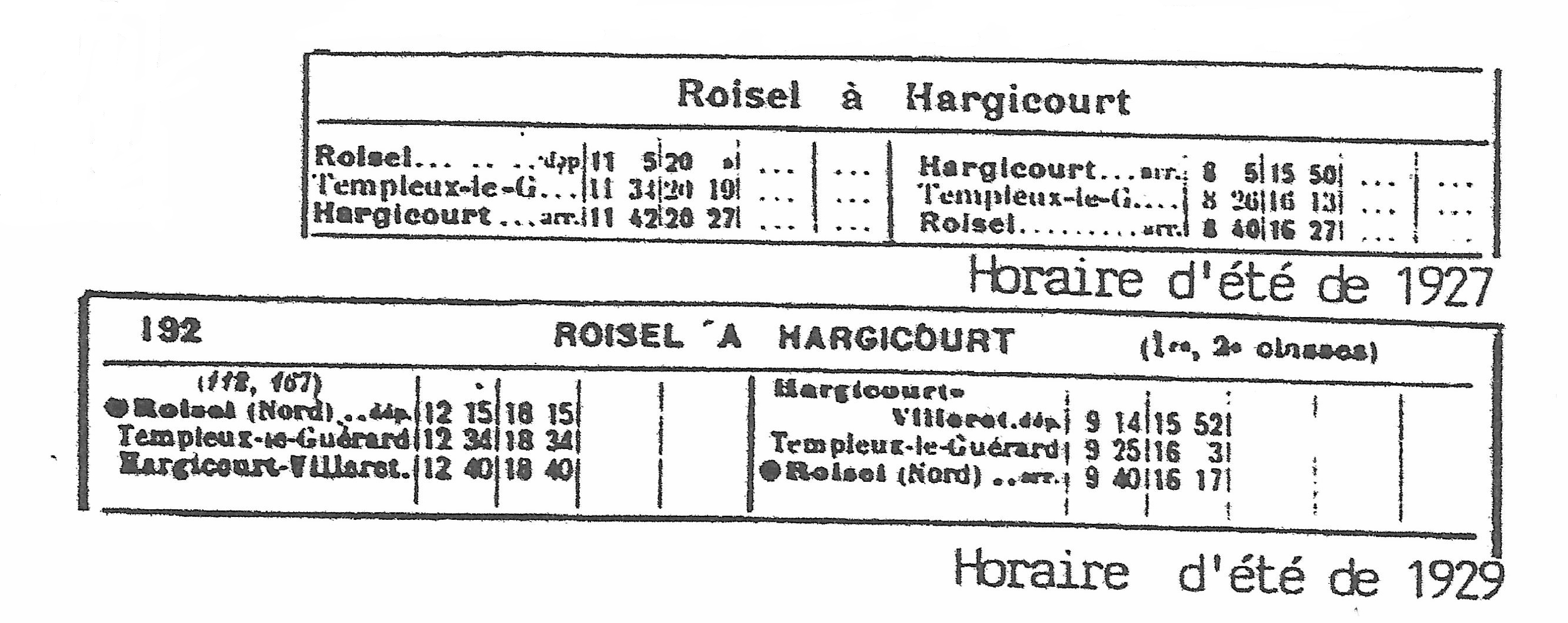
Horaire de la ligne Roisel-Hargicourt en 1927.
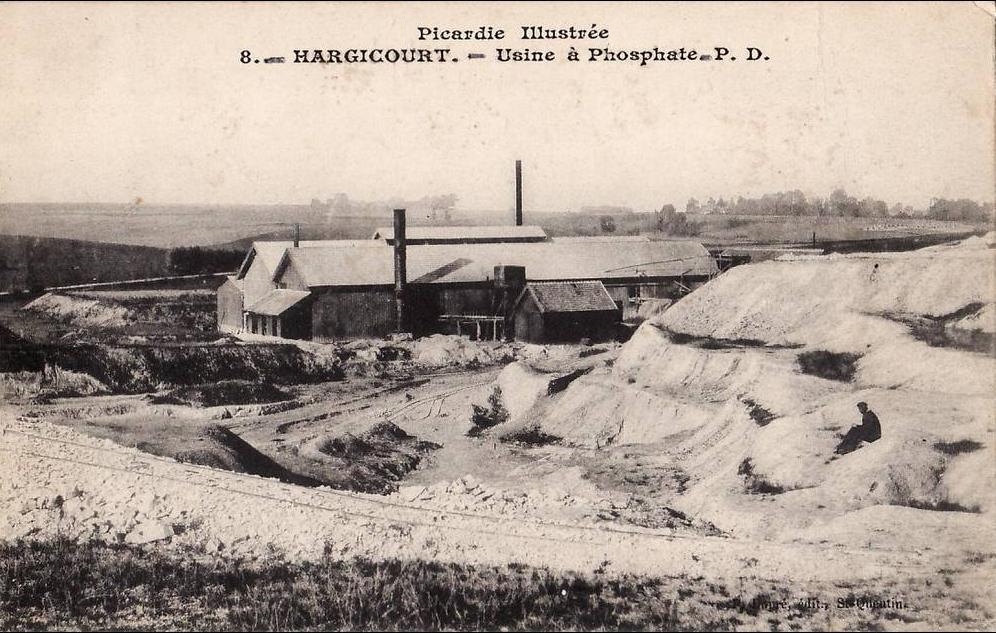
Les usines à phosphate vers 1910.

## Politique et administration

### Rattachements administratifs et électoraux

#### Rattachements administratifs
La commune se trouve  dans l'arrondissement de Péronne du département de la Somme.
Elle faisait partie depuis 1793 du canton de Roisel. Dans le cadre du redécoupage cantonal de 2014 en France, cette circonscription administrative territoriale a disparu, et le canton n'est plus qu'une circonscription électorale.

#### Rattachements électoraux
Pour les élections départementales, la commune fait partie depuis 2014 du canton de Péronne
Pour l'élection des députés, elle fait partie de la cinquième circonscription de la Somme.

### Intercommunalité
Templeux-le-Guérard était membre de la communauté de communes du canton de Roisel, un établissement public de coopération intercommunale (EPCI) à fiscalité propre créé fin 1004 et auquel la commune avait transféré un certain nombre de ses compétences, dans les conditions déterminées par le code général des collectivités territoriales.
Cette intercommunalité a fusionné  le 28 décembre 2012 au sein de sa voisine, la communauté de communes de la Haute Somme dont est désormais membre la commune.

### Liste des maires
| Période                                  | Période                       | Identité         | Étiquette | Qualité                            |
| ---------------------------------------- | ----------------------------- | ---------------- | --------- | ---------------------------------- |
| Les données manquantes sont à compléter. |                               |                  |           |                                    |
| juin 1995                                | mai 2020                      | Jacques Boulogne |           | Mécanicien retraité                |
| mai 2020,                                | En cours (au 13 février 2021) | Aurore Carré     |           | Agent de la communauté de communes |

### Politique de développement durable
La municipalité élue en 2020 souhaite réaliser la plantation d'un verger partagé sur un terrain communal, ainsi que la réouverture d'un chemin, le Tour de ville, qui fait le tour du village.

## Équipements et services publics

### Enseignement
Après la fermeture de l'école communale, les enfants du village sont scolarisés au Ronssoy.
L'ancienne école a été transformée en salle polyvalente sous les mandats de Jacques Boulogne.

### Eau et déchets
La réalisation de l'assainissement collectif est envisagée à partir de 2022..

## Démographie

### Évolution démographique
L'évolution du nombre d'habitants est connue à travers les recensements de la population effectués dans la commune depuis 1793. Pour les communes de moins de 10 000 habitants, une enquête de recensement portant sur toute la population est réalisée tous les cinq ans, les populations de référence des années intermédiaires étant quant à elles estimées par interpolation ou extrapolation. Pour la commune, le premier recensement exhaustif entrant dans le cadre du nouveau dispositif a été réalisé en 2005.

En 2022, la commune comptait 196 habitants, en évolution de +13,29 % par rapport à 2016 (Somme : −1,26 %, France hors Mayotte : +2,11 %).
| 1793 | 1800 | 1806 | 1821 | 1831 | 1836 | 1841 | 1846 | 1851 |
| ---- | ---- | ---- | ---- | ---- | ---- | ---- | ---- | ---- |
| 626  | 529  | 535  | 667  | 806  | 799  | 865  | 860  | 824  |

| 1856 | 1861 | 1866 | 1872 | 1876 | 1881 | 1886 | 1891 | 1896 |
| ---- | ---- | ---- | ---- | ---- | ---- | ---- | ---- | ---- |
| 855  | 874  | 798  | 742  | 701  | 647  | 629  | 608  | 667  |

| 1901 | 1906 | 1911 | 1921 | 1926 | 1931 | 1936 | 1946 | 1954 |
| ---- | ---- | ---- | ---- | ---- | ---- | ---- | ---- | ---- |
| 671  | 731  | 672  | 221  | 301  | 280  | 240  | 235  | 262  |

| 1962 | 1968 | 1975 | 1982 | 1990 | 1999 | 2005 | 2006 | 2010 |
| ---- | ---- | ---- | ---- | ---- | ---- | ---- | ---- | ---- |
| 240  | 243  | 225  | 207  | 216  | 211  | 196  | 194  | 210  |

| 2015 | 2020 | 2022 | - | - | - | - | - | - |
| ---- | ---- | ---- | - | - | - | - | - | - |
| 176  | 192  | 196  | - | - | - | - | - | - |

### Pyramide des âges
La population de la commune est relativement jeune.
En 2018, le taux de personnes d'un âge inférieur à 30 ans s'élève à 39,1 %, soit au-dessus de la moyenne départementale (36,4 %). À l'inverse, le taux de personnes d'âge supérieur à 60 ans est de 19,8 % la même année, alors qu'il est de 26,0 % au niveau départemental.
En 2018, la commune comptait 91 hommes pour 88 femmes, soit un taux de 50,84 % d'hommes, largement supérieur au taux départemental (48,51 %).
Les pyramides des âges de la commune et du département s'établissent comme suit.
| Hommes | Classe d’âge | Femmes |
| ------ | ------------ | ------ |
| 0,0    | 90 ou +      | 1,1    |
| 2,0    | 75-89 ans    | 5,3    |
| 14,3   | 60-74 ans    | 17,0   |
| 20,4   | 45-59 ans    | 11,7   |
| 24,5   | 30-44 ans    | 25,5   |
| 16,3   | 15-29 ans    | 13,8   |
| 22,4   | 0-14 ans     | 25,5   |

| Hommes | Classe d’âge | Femmes |
| ------ | ------------ | ------ |
| 0,6    | 90 ou +      | 1,8    |
| 6,7    | 75-89 ans    | 9,4    |
| 17,2   | 60-74 ans    | 18,1   |
| 19,8   | 45-59 ans    | 19,1   |
| 18,2   | 30-44 ans    | 17,5   |
| 19,4   | 15-29 ans    | 18     |
| 18,2   | 0-14 ans     | 16,2   |

## Culture locale et patrimoine

### Lieux et monuments
- Église Saint-Médard.
- Temple protestant de Templeux-le-Guérard
- Cimetière militaire britannique et carré militaire britannique du cimetière communal.

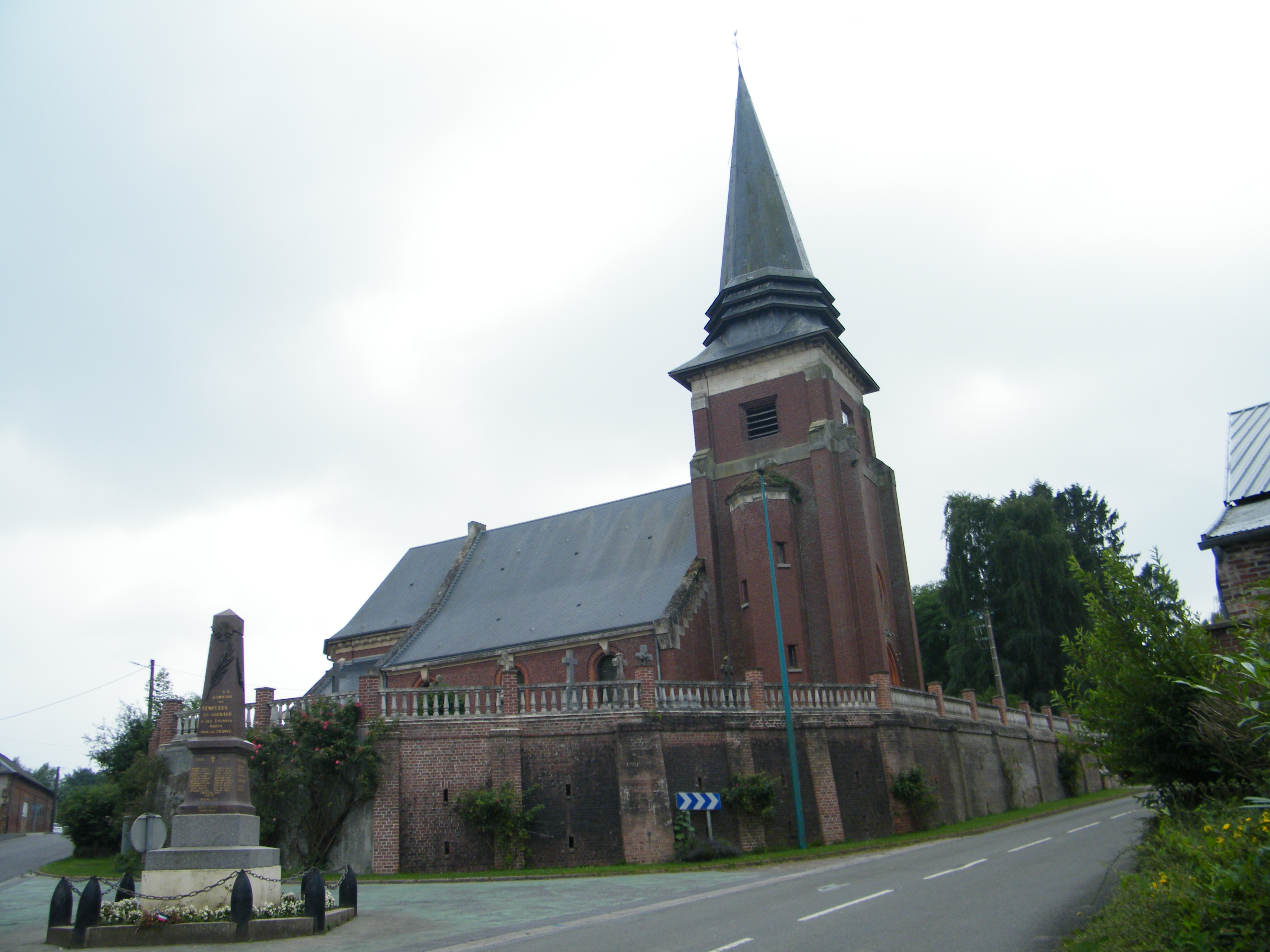
L'église Saint-Médard.
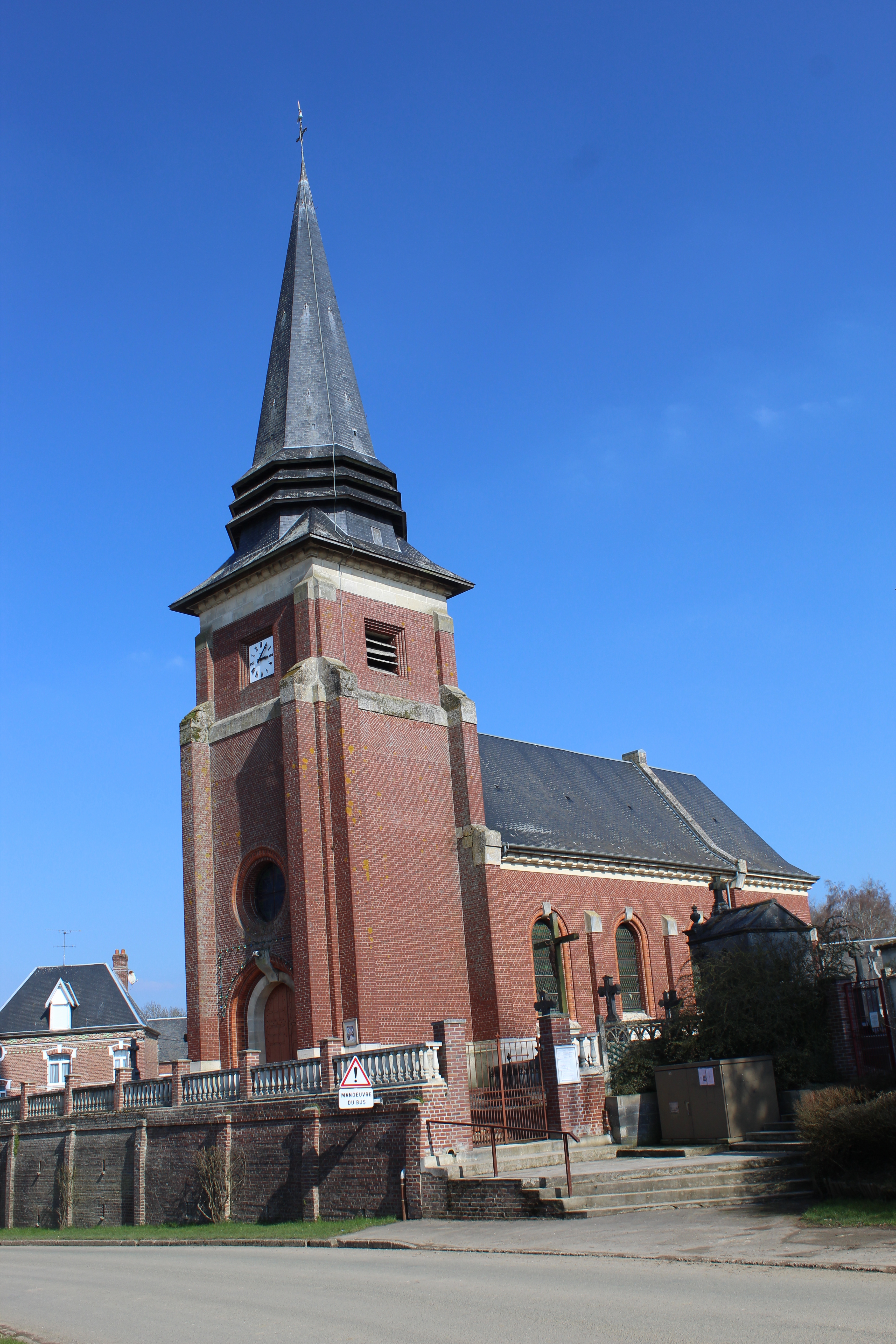
Vue de l'église Saint-Médard.
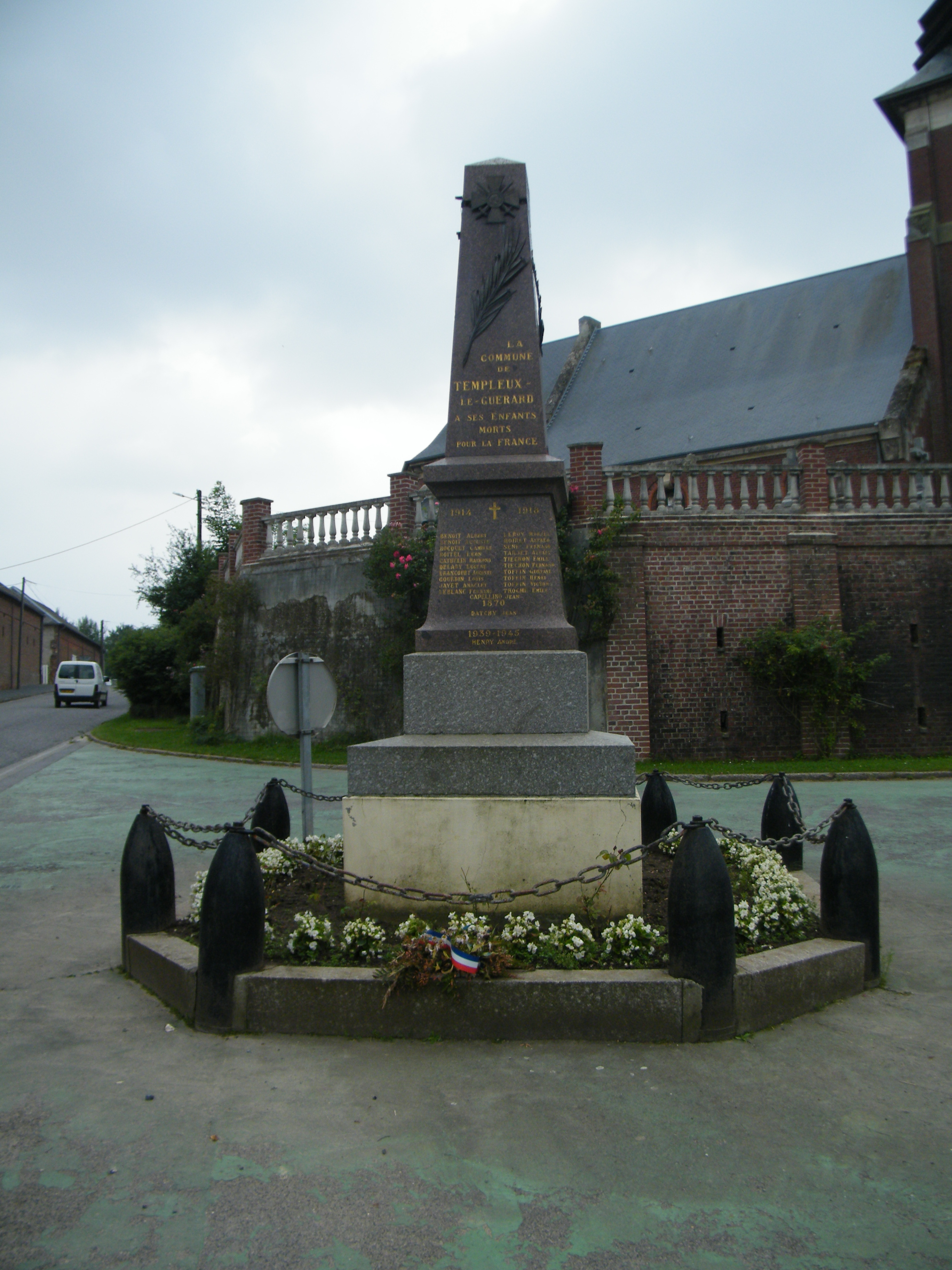
Le monument aux morts.
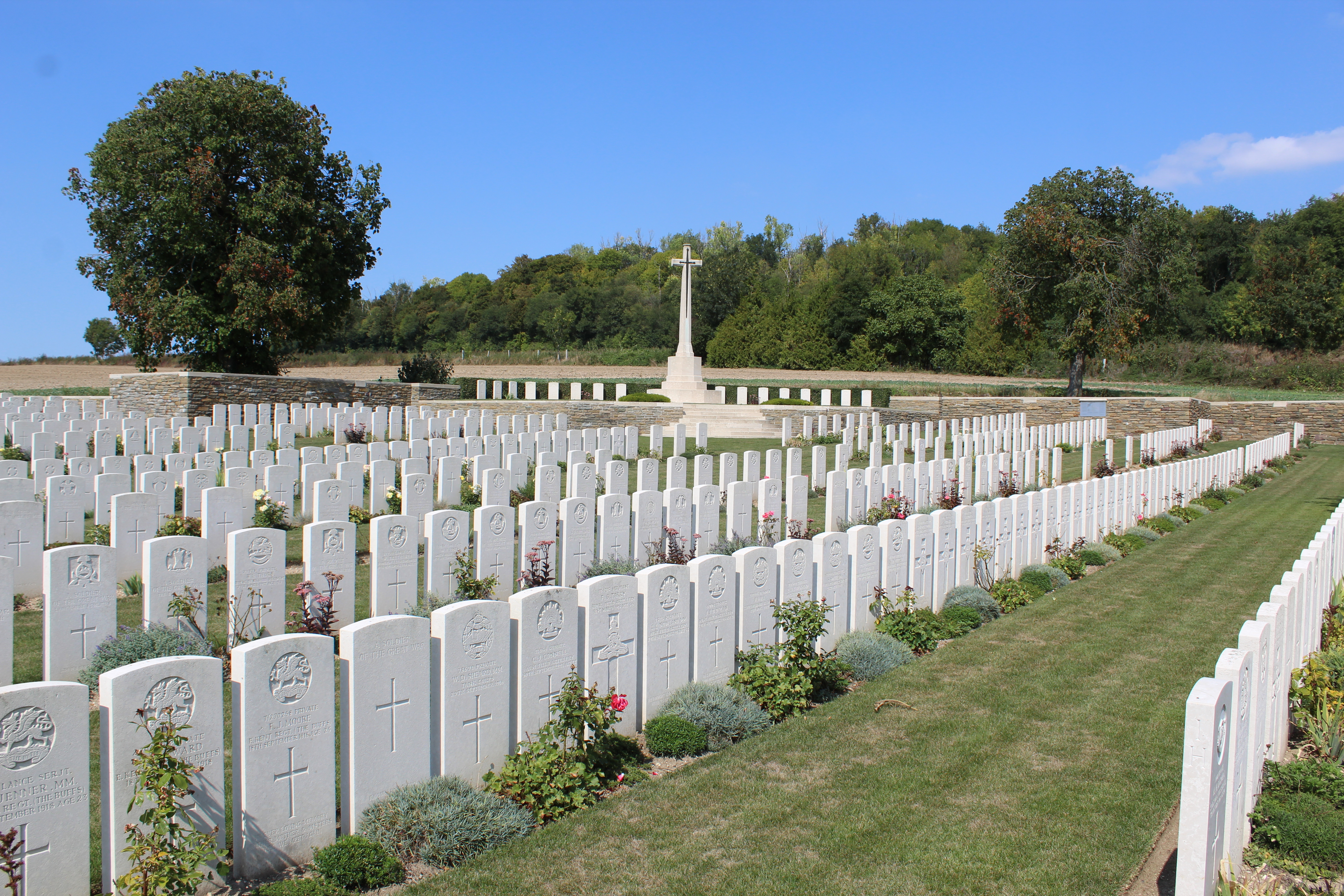
Le cimetière britannique 1914-1918.
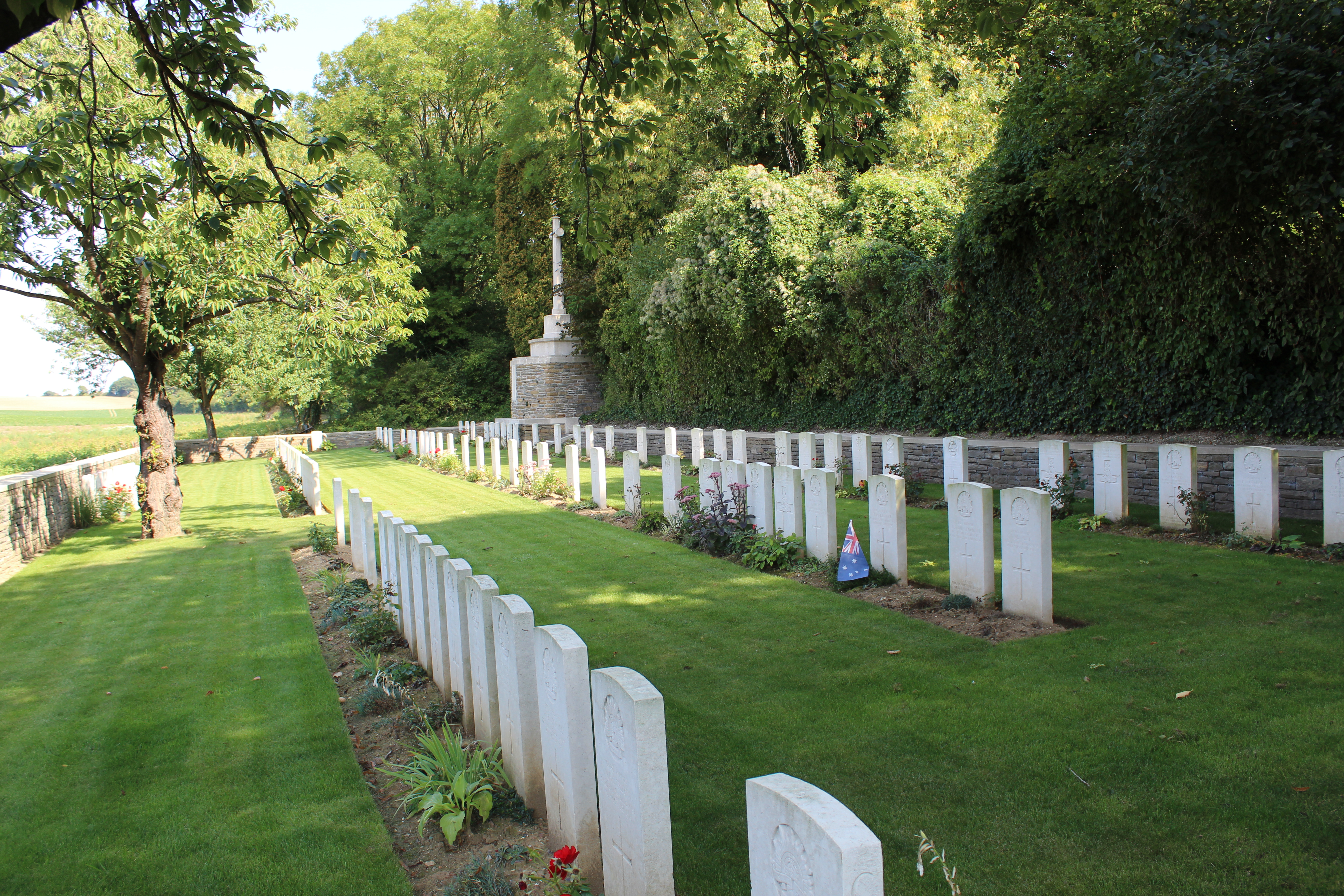
Le carré militaire britannique du cimetière communal

### Personnalités liées à la commune
- Emmanuel-Orentin Douen (1830-1896), pasteur protestant et historien du protestantisme, né à Templeux-le-Guérard
- Valentine Fleming, député britannique, père des écrivains Peter Fleming et Ian Fleming, est tué à la guerre durant la Première Guerre mondiale et inhumé au cimetière militaire britannique de Templeux-le-Guérard[37].
- Jean-Marc Sauvé, haut fonctionnaire français né en 1949 dans la commune, vice-président du Conseil d'État de 2006 à 2018.